# 쓰루미구 (오사카시)
쓰루미구(일본어: 鶴見区 쓰루미쿠[*])는 일본 오사카부 오사카시를 구성하는 24개 구 중 하나이다. 오사카시의 대부분은 과거 셋쓰국 지역이지만 쓰루미구는 그 대부분이 가와치국이며 가장 늦게 오사카시에 흡수된 지역이다.
1990년에 개최된 국제 꽃과 초록의 박람회의 회장이 된 쓰루미 녹지가 구의 상징이 되고 있다. 오사카 메트로 나가호리쓰루미료쿠치선이 연장되고, 가타마치선의 JR 도자이선 등의 전철이 개통한 이후 순조롭게 인구가 증가하였다. 구내에는 대규모 맨션이 잇달아 건설되고 있다.

## 인접한 지자체
- 오사카시 조토구, 아사히구, 히가시나리구
- 히가시오사카시, 모리구치시, 가도마시, 다이토시

## 역사
- 1974년 - 조토구 동부를 분리해 쓰루미구가 탄생하였다.
- 1990년 - 국제 꽃과 초록의 박람회(화박)가 화박기념공원 쓰루미 녹지에서 개최되었다.

## 교통

### 철도
- 서일본 여객철도
  - 가타마치선
    - (← 히가시오사카시 도쿠안역) - 하나텐역 - (조토구 시기노역 →)

  - 오사카히가시선
    - 하나텐역 - (히가시오사카시 다카이다추오역 →)

- 오사카 메트로
  - 나가호리쓰루미료쿠치선
    - (← 조토구 가모 4초메역) - 이마후쿠쓰루미역 - 요코즈쓰미역 - 쓰루미료쿠치역 - (가도마시 가도마미나미역 →)

### 도로
- 긴키 자동차도
- 국도 제163호선 (일본)(일본어판)
- 국도 제479호선